# Csoma Mária
Csoma Mária (Kolozsvár, 1944. február 25. – Cegléd, 2023. december 11.) romániai magyar opera-énekesnő (szoprán), Mester József operaénekes felesége.

## Életpályája
Tanulmányait 1967-ben fejezte be a kolozsvári Gheorge Dima Konzervatóriumban. A kolozsvári Állami Magyar Opera magánénekese volt. Operák és operettek szubrett szerepeit egyaránt énekelte. 1968-ban Kolozsváron Franz Schubert Három a kislány című művében ő játszotta Médi, Tschöllék leánya szerepét. 1993-ban családjával Magyarországra költözött, de ott már nem énekelt.

## Főbb szerepei
- Iluska (Kacsóh: János vitéz)
- Liza (Kálmán: Marica grófnő)
- Jolán (Lehár: Cigányszerelem)
- Szilvia, Stázi (Kálmán: A csárdáskirálynő)
- Mabel ( Kálmán: A cirkuszhercegnő)
- Lina (Strauss: Kék Duna)
- Valencienne (Lehár: Víg özvegy)
- Odette (Kálmán: A bajadér)
- Leila (Huszka: Gül Baba)
- Siebel (Gounod: Faust)
- Zerlina (Mozart: Don Juan)
- Médi, Grisi (Schubert—Berté: Három a kislány)
- Bessy (Jacobi: Leányvásár)
- Marcsa (Szirmai: Mágnás Miska)
- Lili bárónő (Martos Ferenc–Huszka Jenő: Lili bárónő)

- Pallas Athéné (Gherase Dendrino: Lysistráté)
- Lilia (Ábrahám Pál–Alfred Grünwald: Hawaii rózsája)
- Didina Mazu (Hary Béla: Farsang)
- Papagena (Wolfgang Amadeus Mozart–E. Schikaneder: A varázsfuvola)

## Képgaléria

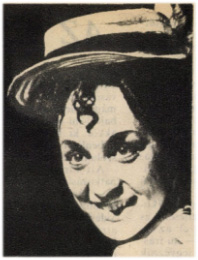
Családi Tükör, 1990/1 (Csomafáy Ferenc felvétele)
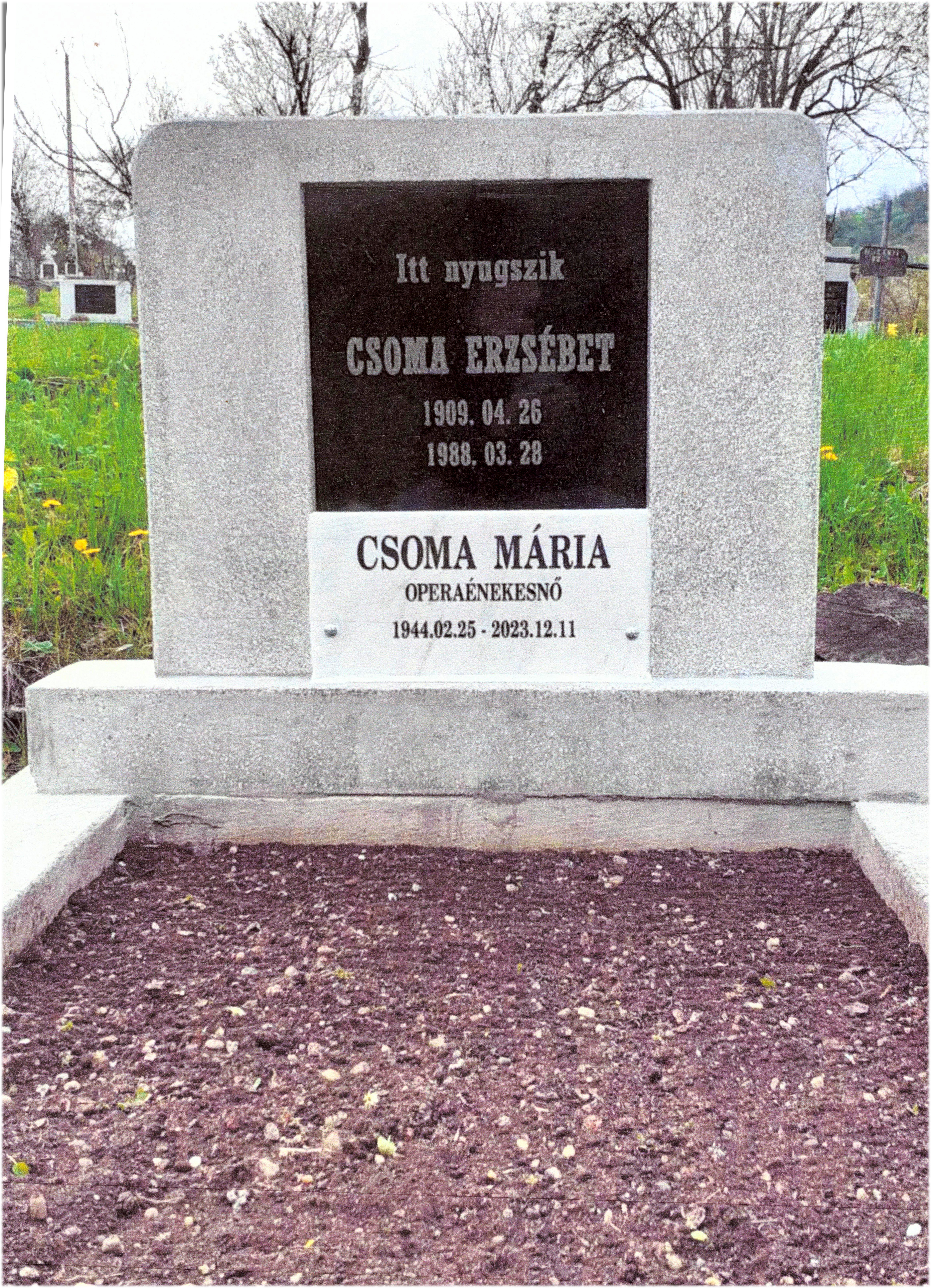
Sírja a hídalmási temetőben